# Котедж Кука
Котедж капітана Джеймса Кука (англ. Captain Cook's Cottage), також відомий як Котедж Кука (англ. Cooks' Cottage) — музей, розташований у парку Фіцрой-Гарденс міста Мельбурн в Австралії.

## Історія
Котедж був побудований батьками Джеймса Кука, Джеймсом та Грейс Кук, у 1755 році в селі Грейт Айтон (Північний Йоркшир, Англія).
У дослідників немає спільної думки щодо того, чи жив тут сам капітан Кук, проте він навідувався до батьків, які мешкали у цьому будинку.
У 1933 році колишня власниця будинку вирішила продати його за умови, що будівля залишиться в Англії. Але в результаті переговорів вона погодилася підписати домовленість, у якій слово «Англія» було замінене на «Імперія», і будинок був проданий австралійському підприємцю, який запропонував £800, в той час як найбільша ціна, запропонована місцевими покупцями, була лише £300.
Будівля була розібрана по цеглинах, упакована в 253 ящики та 40 бочок для транспортування до Австралії. Був зрізаний плющ, який ріс навколо будинку, і посаджений на новому місці будування котеджу в Мельбурні.
Фінансуванням купівлі й переносу будинку до Австралії займався відомий мельбурнський бізнесмен Рассел Граймвейд. Він подарував будівлю мешканцям Вікторії в жовтні 1934 року на честь ювілею — сторіччя заснування Мельбурна. Котедж відразу став пам'яткою міста.

## Котедж-музей
У 1978 році була проведена реставрація котеджу. Навколо будівлі створили сад в англійському стилі. Серед предметів, які створюють обстановку котеджу, небагато таких, які належали сім'ї Кук, але всі меблі та предмети є спадщиною тієї епохи.